# Dämpfung
Als Dämpfung bezeichnet man die Erscheinung, dass bei einem im Prinzip schwingfähigen System die Amplitude einer Schwingung mit der Zeit abnimmt oder je nach Umständen überhaupt keine Schwingung auftreten kann. Die Schwingung beruht nach einmalig zugeführter Energie auf der Wechselbeziehung zweier Energieformen; z. B. bei einer mechanischen Welle werden kinetische Energie und potentielle Energie gegenseitig ausgetauscht. Wird dabei Energie in eine dritte Energieform abgezweigt – oft als Wärme –, so ist dies die Ursache der Dämpfung.
Der Begriff Dämpfung wird auch auf eine abschwächende Erscheinung angewendet, die in Zusammenhang mit schwingungs-, strahlungs- oder wellenartigen Vorgängen steht, obwohl diese stationär ablaufen. Diese Vorgänge können ohne zeitliche Befristung ablaufen, wenn als Wärme abgegebene Energie fortlaufend aus andersartiger Energie ersetzt wird.

## Zeitabhängige Vorgänge

### Grundlage, Kenngröße
Die Dämpfung kann unerwünscht sein, z. B. bei einem Uhrwerk, das unbefristet schwingen soll. Sie kann aber auch erwünscht sein, z. B. bei einem elektromechanischen Messwerk, das nach einer Änderung der Messgröße schnell zur Ruhe kommen soll.
Bei einem geschwindigkeitsproportional gedämpften schwingungsfähigen System unterscheidet man zwischen Schwingfall, Kriechfall und dazwischenliegendem  aperiodischem Grenzfall, der aber auch kriechendes Verhalten aufweist. Nur bei genügend schwacher Dämpfung ist eine Schwingung überhaupt möglich. Zur mathematischen Darstellung wird auf die Hauptartikel verwiesen.
In der Schwingungsgleichung ist eine solche Dämpfung daran erkennbar, dass ein Term mit der ersten Zeitableitung der abhängigen Variablen auftritt. Bei mechanischen Vorgängen steht diese Ableitung für die Geschwindigkeit, der Term für einen Einfluss von Viskosität.

Schwach gedämpfte Schwingung mit exponentiell abnehmender Begrenzung

Bei schwacher Dämpfung ist die Eigenkreisfrequenz des gedämpften Systems {\displaystyle \omega _{d}} geringer als Eigenkreisfrequenz {\displaystyle \omega _{0}} bei ungedämpfter Schwingung. Die Amplitude klingt in einem exponentiellen Zusammenhang mit der Zeit ab, so dass die Schwingung durch
{\displaystyle y={\hat {y}}\ \mathrm {e} ^{-\delta t}\sin \omega _{d}t}
beschreibbar ist. Dabei heißt {\displaystyle \delta } Abklingkoeffizient mit {\displaystyle \delta >0}.
Ein schwingungsfähiges System kann durch ein zeitlich konstantes Energieangebot (z. B. unter mechanischer oder elektrischer Spannung) als Oszillator mit konstanter Amplitude betrieben werden. Bei Anregung mit einer Wechselgröße ist Resonanz möglich. Durch Hemmung oder durch hinreichend starke (lineare oder nicht lineare) Dämpfung muss verhindert werden, dass sich das System bis zur Zerstörung aufschaukelt (Resonanzkatastrophe).

### Beispiele für Dämpfung

#### Mechanik
- Eine schwingende Saite gibt über den Korpus eines Musikinstruments Energie ab, vorzugsweise durch Schallausbreitung.
- Schwingungen im Fahrwerk von Fahrzeugen werden durch Stoßdämpfer abgeschwächt; diese werden bei schneller Fahrt auf holperigen Strecken heiß. Die Dämpfung kommt durch Reibungsbremsen zustande, beispielsweise durch einen Strömungswiderstand infolge von Viskosität, wenn Öl durch enge Düsen gedrückt wird. Für weitere Möglichkeiten siehe auch unter Schwingungsdämpfer.

#### Elektrotechnik

Einstellung im aperiodischen Grenzfall
Gedämpft schwingende Einstellung

- In einem Schwingkreis tauschen elektrisches Feld und magnetisches Feld ihre Energie aus. Dabei gibt in erster Linie elektrischer Strom Energie an den ohmschen Widerstand der Spule ab.
- Im Drehspulmesswerk wird der leitfähige Spulenrahmen als Wirbelstrombremse verwendet. Er stellt eine Windung dar, in der infolge elektromagnetischer Induktion proportional zur Winkelgeschwindigkeit ein Strom fließt.

Am schnellsten kommt ein schwingfähiges System in seine Ruhelage im aperiodischen Grenzfall. Die günstigste Dämpfung, um sicher in eine Ruhelage zu kommen, ist eine dagegen geringere Dämpfung, so dass eine Überschwingung auftritt, wobei die Schwingung aber schnell auf einen schmalen Bereich absinkt. Dieses Einschwingen ist insbesondere dann sinnvoll, wenn mit Haftreibung zu rechnen ist. Für handelsübliche elektromechanische Messgeräte wird ein Überschwingen bis 20 % der Skalenlänge zugelassen bei einer Anzeigeänderung von ⅔ der Skalenlänge.

## Stationäre Vorgänge

### Grundlage, Kenngrößen
Auch hier gibt es die unerwünschte und die erwünschte Dämpfung. Letztere erfordert ein Dämpfungsglied.
Für Bauteile, Übertragungswege und Systeme gibt man an
- den Dämpfungsfaktor {\displaystyle D={\frac {X}{Y}}={\frac {1}{V}}}

mit {\displaystyle X} = Eingangsgröße, {\displaystyle Y} = Ausgangsgröße, {\displaystyle V} = Übertragungs- oder Verstärkungsfaktor.
- das logarithmische Dämpfungsmaß {\displaystyle a=\ln |D|{\text{ Np}}=20\;\lg |D|{\text{ dB}}},

wenn Ein- und Ausgangsgröße gleichartige Größen sind, von denen die Leistung quadratisch abhängt.
Von den (möglicherweise komplexen) Größen {\displaystyle D} und {\displaystyle V} verwendet man jeweils diejenige, deren Betrag größer als eins ist; dadurch hat der Betrag stets einen positiven Logarithmus.

### Beispiele für Dämpfung

#### Elektrotechnik
- Elektromagnetische Wellen, die Materie durchdringen, unterliegen einer dielektrischen Absorption, wenn permanente elektrische Dipole im Dielektrikum durch Polarisation ausgerichtet werden. Diese Absorption führt zu einer Umwandlung von Energie aus dem Wechselfeld in Wärme – sowohl gewollt zur dielektrischen Erwärmung als auch ungewollt auf den Übertragungswegen der Nachrichtentechnik. Durch die Dämpfung ist ohne Verstärkung die mögliche Reichweite begrenzt.
- Gewollte Dämpfungsglieder werden auch als Abschwächer bezeichnet. Neben Bauteilen, die über einen möglichst breiten Bereich frequenzunabhängig sein sollen, sind gezielt frequenzabhängige Elemente wie Hochpass oder Tiefpass im Einsatz.
- Die Abschirmung ist eine technische Maßnahme, um vor elektrischen, magnetischen und elektromagnetischen Feldern zu schützen. Ihre Wirksamkeit wird durch die Schirmdämpfung quantifiziert.

Für die Dämpfung elektromagnetischer Strahlung beim Durchgang durch die Erdatmosphäre siehe Atmosphärisches Fenster.

#### Optik
Auch in der Optik ist der dekadische oder natürliche Logarithmus zur Kennzeichnung üblich,
- für die abschwächende Wirkung von Filtern: die Angabe als optische Dichte,
- für optische Medien: der Absorptionskoeffizient (ist proportional zum Imaginärteil des komplexen Brechungsindex, also dem Extinktionskoeffizienten),
- in der physikalischen Chemie: der Extinktionskoeffizient.

#### Akustik
Bei der Schallausbreitung können unterschiedliche Arten von Schallabsorption auftreten:
- die Schalldämpfung durch Absorption (statt Reflexion) von Luftschall in der Raumakustik,
- die Schalldämmung bei der Transmission von Luft- und Trittschall durch Wände und Decken kann in der Bauakustik durch eine erhöhte innere Dämpfung der verwendeten Baustoffe erreicht werden.

#### Mechanik
Im Maschinen- und Fahrzeugbau und in der Baudynamik ist eine erhöhte innere Dämpfung der verwendeten Materialien ("Materialdämpfung") oft wünschenswert, um Vibrationen zu reduzieren.